# 파벨 노보트니
파벨 노보트니(Pavel Novotný, 1977년 2월 5일 ~ )은 체코의 포르노 배우이다.